# Domenico Berardi
Domenico Berardi (Cariati, 1994. augusztus 1.– ) Európa-bajnok olasz válogatott labdarúgó, aki jelenleg a Sassuolo játékosa.

## Pályafutása
Fiatalon a Cosenza akadémiáján tanult, 13-tól 16 éves koráig. Innen került a Sassuolo-hoz. Felnőtt bemutatkozása a Sassuolo színeiben 2012. augusztus 27-én volt, öt napra rá megszerezte első gólját is. A tehetséges csatárt már 2012 novemberében számos angol klubbal hírbe hozták. Végül 2013 nyaráig maradt a Sassuolónál.
2013. szeptember 2-án, a Juventus megszerezte a játékjogát, de a megkezdett idényre kölcsönben maradhatott még a Sassuolonál, amely csapat ekkor játszotta története első élvonalbeli idényét.
2014. január 12-én Berardi mesternégyest lőtt az Milan ellen 4–3-ra megnyert hazai mérkőzésen. Habár 13 perc alatt a Milan 2-0-s előnybe került, még a félidő végéig tudott a Sassuolo fordítani, a második félidő legelején pedig Berardi negyedik góljával tovább növelte az előnyt, amely végül egy góllal meg is maradt. Ezzel nagy hírnevet szerzett, a Milan ellen soha senki nem lőtt négy gólt bajnoki mérkőzésen, és ő lett a Serie A történetének második legfiatalabb játékosa, aki mesternégyest ért el. (E lista élén Silvio Piola áll 1931 óta.)
Az idény során szerzett 16 góljával (köztük a Fiorentinának lőtt első félidős mesterhármasával) nagyot segített csapatának az élvonalban maradáshoz. Teljesítményének köszönhetően bekerült az Olasz U21-es labdarúgó-válogatottba is. 2014 júliusában megegyezett csapataival, így maradt a Sassuolonál játszik kölcsönben. A következő idényben 15 gólt szerezve maradt a Serie A legjobb góllövői között. Az U21-es válogatottal részt vett a csehországi Európa-bajnokságon, ahol Svédország ellen gólt is szerzett.

## Statisztikái
Frissítve: 2015. június 27.
| Klub           | Szezon         | Bajnokság | Bajnokság | Kupa  | Kupa | Egyéb | Egyéb | Összes | Összes |
| Klub           | Szezon         | Mérk.     | Gól       | Mérk. | Gól  | Mérk. | Gól   | Mérk.  | Gól    |
| -------------- | -------------- | --------- | --------- | ----- | ---- | ----- | ----- | ------ | ------ |
| Sassuolo       | 2012–13        | 37        | 11        | 2     | 0    | 0     | 0     | 39     | 11     |
| Sassuolo       | 2013–14        | 29        | 16        | 1     | 0    | 0     | 0     | 30     | 16     |
| Sassuolo       | 2014–15        | 32        | 15        | 2     | 0    | 0     | 0     | 34     | 15     |
| Sassuolo       | 2015–16        | 29        | 7         | 2     | 0    |       |       | 31     | 7      |
| Sassuolo       | 2016–17        | 21        | 5         | 0     | 0    | 4     | 5     | 25     | 10     |
| Sassuolo       | 2017–18        | 31        | 4         | 2     | 1    |       |       | 33     | 5      |
| Sassuolo       | 2018–19        | 35        | 8         | 2     | 2    |       |       | 37     | 10     |
| Sassuolo       | 2019–20        | 31        | 14        | 1     | 0    |       |       | 32     | 14     |
| Sassuolo       | 2020–21        | 30        | 17        | 0     | 0    |       |       | 30     | 17     |
| Teljes Karrier | Teljes Karrier | 275       | 97        | 12    | 3    | 4     | 5     | 291    | 105    |